# فرانسوا غرافل
فرانسوا غرافل هو كاتب وكاتب للأطفال كندي، ولد في 4 أكتوبر 1951 في مونتريال في كندا.